# 獄門

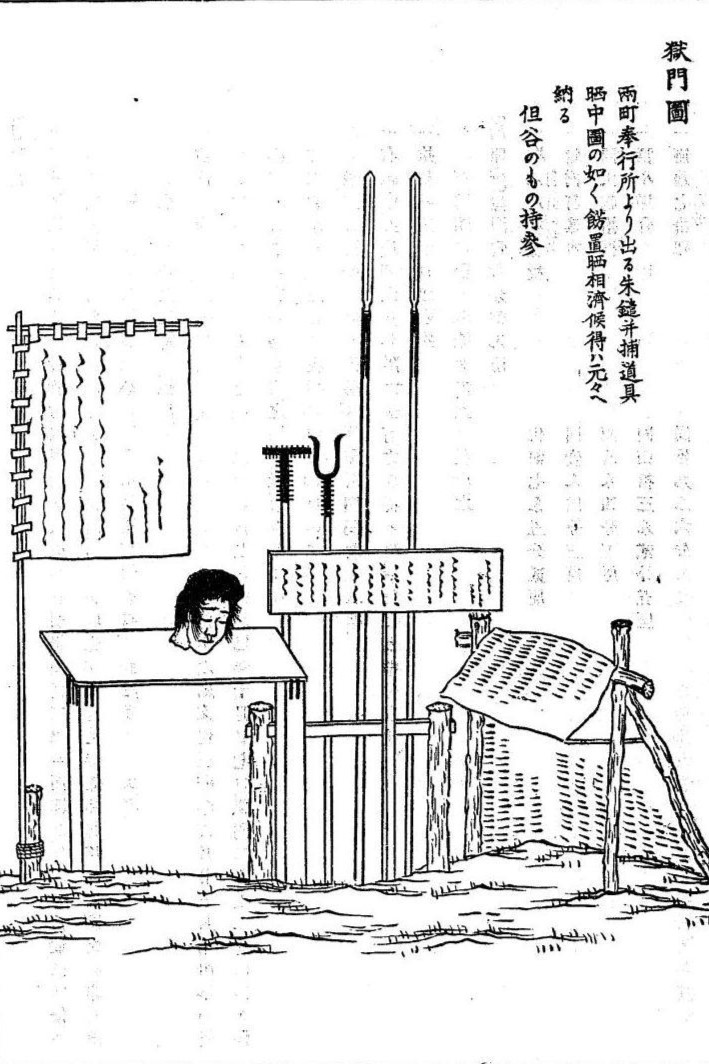
江戸時代の獄門（『古事類苑』）

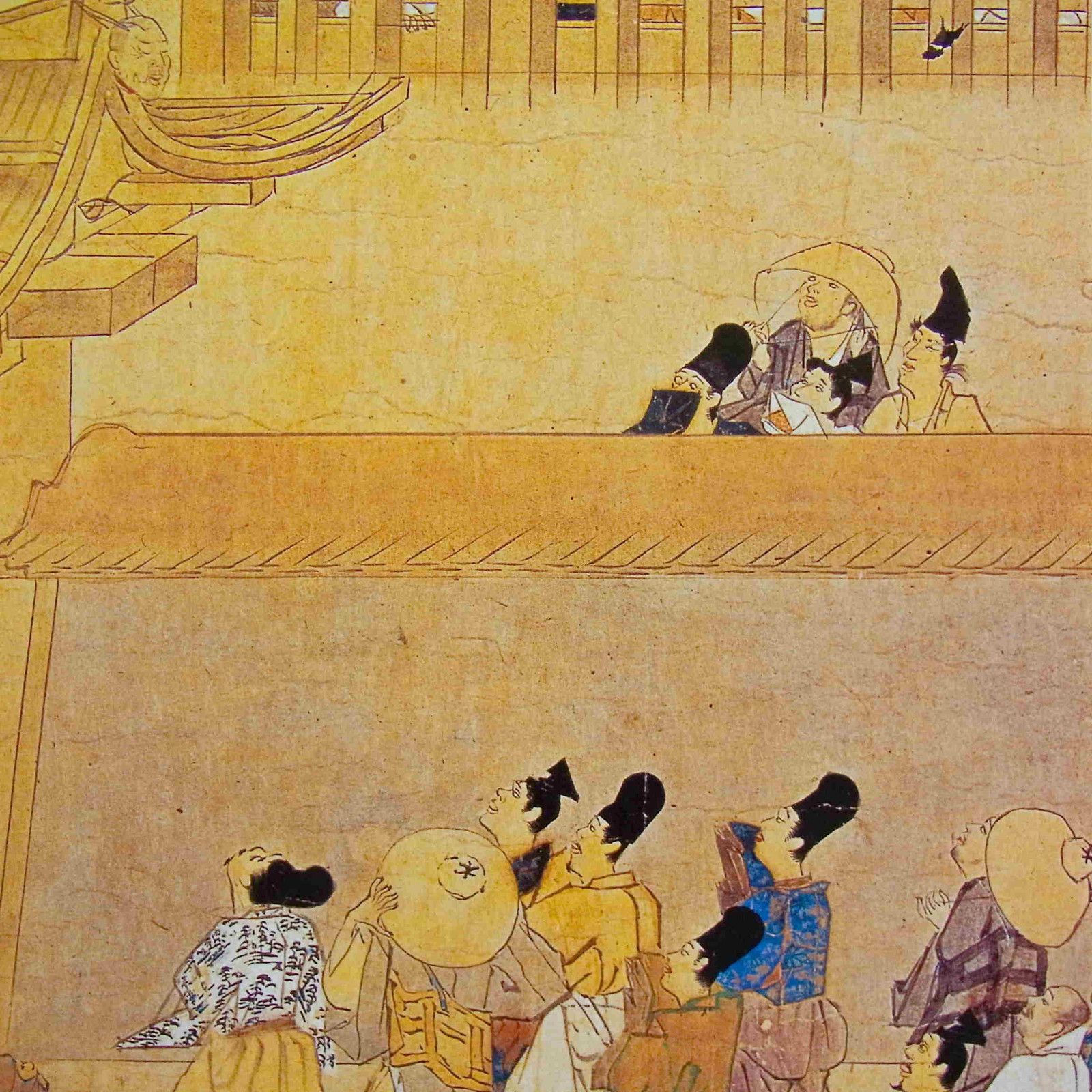
獄門に懸けられる信西の首（『平治物語絵巻』）

獄門（ごくもん）とは、日本において行われた、死後に首を晒しものにする刑罰。梟首（きょうしゅ）、晒し首ともいう。斬首刑執行後に晒しものにする場合と、戦死・自害など死刑以外の死因による死者の首を胴体から切り離して晒しものにする場合の両方を含む。斬首と晒し首を一体の刑罰として獄門と呼ぶこともある。
元来は、平安京の左右衛門府（検非違使）に隣接する獄所（拘置所）の門を指す。朝廷の命により討ち取られた者の首が運ばれ、その門前に一時的においた。首実検にて確認後、東もしくは西市へ移送し木に吊るして晒したが、その後、移送せず門前の楝（おうち）の木に吊るすようになった。
江戸時代に庶民に科されていた6種類の死刑の一つ。

## 概要
罪人とされた者の死骸を晒しものにすることは古代から行われていたが、平安京の東西に2箇所存在した検非違使の獄所の門を「獄門」と呼んだことから、獄門において晒し首にすることを特に獄門と称した。獄門において晒し首にすることは、他の場所で晒し首にするよりも重い刑罰と見なされていた。なお、『平治物語絵巻』では信西の首が獄所の門の棟木に懸けられている様子が描かれているが、実際には獄門における晒し首は獄門の前の楝（おうち）の木に懸けられた。検非違使の衰退に伴い獄所も機能を失い、南北朝時代に盛んに行われた獄門における梟首も、室町時代中期以降は赤松満祐に対して行われたのが唯一の例である。
獄門以外に梟首の行われる場所としては、京都では六条河原が代表的であり、同時に六条河原は斬首を執行する場所でもあった。
江戸時代には斬首と晒し首を併せた刑罰として「獄門」と言う名称が復活するが、晒し首にする場所は獄舎ではなく小塚原・鈴ヶ森の刑場であった。罪が重い場合は引廻しを付加刑として科す場合もあった。

## 歴史

### 古代・中世
日本史上最も古い梟首の記録は、『日本書紀』崇峻天皇紀に見える丁未の乱に敗れた物部守屋・大連資人・捕鳥部万の死体を「八段（やきた）に斬て八国に散梟（さらしくしさせ）」た、というものである。
律令制のもとでの晒し首の初見は天慶3年（940年）の平将門（『貞信公記』『扶桑略記』）の例である。平安時代には、藤原斉明（『日本紀略』『小右記』『小記目録』）、名前不詳の強盗（『日本紀略』）、平忠常（『扶桑略記』）、安倍貞任・藤原経清ら（『扶桑略記』『水左記』『百錬抄』）、強盗致親（『扶桑略記』）、海賊16人（『日本紀略』）、平師妙（『中右記』）、源義親（『中右記』）などの梟首の記録がある。このうち藤原斉明、平師妙、源義親などは獄門で晒し首にされたことが見える。
獄門における梟首は平治の乱や治承・寿永の乱、鎌倉時代初期に頻繁に行われ、信西（『百錬抄』）、源義朝（『百錬抄』『愚管抄』）、源義基（『百錬抄』『吾妻鏡』）、木曽義仲（『百錬抄』『吾妻鏡』）、平通盛・平忠度ら（『吾妻鏡』）、平宗盛・平清宗ら（『百錬抄』『玉葉』『吾妻鏡』）、城長茂（『百錬抄』）などの人物が獄門で晒し首となっている。
それ以外の場所での梟首の例としては、奈良坂で晒し首にされた平重衡（『玉葉』）、六条河原で晒し首にされた土佐坊昌俊（『吾妻鏡』）がいる。西光も『百錬抄』に、源頼政・源仲綱らも『吾妻鏡』にそれぞれ梟首された記述があるが場所は示されない。藤原泰衡は前九年の役の安倍貞任の例にならい、8寸の釘で柱に打ち付けて晒し首にされたという（『吾妻鏡』）。
中世には朝敵が獄門で晒し首にされるとみなされていた。『平治物語絵詞』信西巻では「させる朝敵にもあらず、獄門にかけらるゝほとの罪科、何事哉」と信西の獄門での梟首に疑問が呈されており、日蓮は書状の中で「日本国に代始てより已に謀叛の者二十六人…獄門に被レ懸レ首」と述べ、朝敵の首は獄門に懸けられると主張している。『太平記』巻16日本朝敵事でも「朝敵と成て叡慮を悩し仁義を乱る者、皆身を刑戮の下に苦しめ、尸を獄門の前に曝さずと云事なし」と述べられている。獄門において晒し首とする場合には、首を掲げて京都市中を練り歩く「大路渡（おおじわたし）」が行われることがあった（後述）。
獄門における梟首の記録は建仁元年（1201年）2月の城長茂の例で一旦途絶え、以降は京都における処刑・梟首の行われる場所としては六条河原が最も一般的であり、次いで東寺口四塚で梟首が行われることが多かった。六条河原も東寺口も京都の周縁・境界の地であり、犯罪や処刑による穢れを生活圏から遠ざけようとしたものと理解することができる。
南北朝時代になると獄門における梟首が復活し、『太平記』では規矩高政、糸田貞義（巻12）、楠木正成・新田義貞の偽首（巻12）、新田義顕（巻18）、新田義貞（巻20）が「朝敵」とされて獄門に首を懸けられている。新田義貞・義顕父子の首が獄門に懸けられたことは、『保暦間記』にも見える。
しかし検非違使の権限が武家に吸収され、獄所がその機能を失うのと並行して、新田義貞以降再び獄門における梟首は行われなくなる。永享の乱で室町幕府と対立した足利持氏は治罰綸旨によって朝敵に認定され、持氏の息子の首が京都に到着した際は朝廷内で獄門に懸けることが検討されたが（『建内記』嘉吉元年5月9日条）、持氏もその子息も実際に獄門に懸けられた記録はないため獄門での梟首はなかったとみられる。
室町時代中期以降で唯一の獄門での梟首の記録は嘉吉の乱で将軍・足利義教を殺害した赤松満祐に対するものである。この時には既に首を懸けるべき楝の木も失われていたらしく、木を新たに植えている（『斎藤基恒日記』嘉吉元年条）。
日野有光父子・赤松満政父子に対しても治罰綸旨が出されて討伐されたものの、日野有光は称光天皇の外戚ということから議論となり、赤松満政は高辻河原（五条河原）で梟首となったため、結局獄門での梟首は行われた形跡がない。
このようにして、室町時代中期以降京都での処刑・梟首は周縁部の六条河原や東寺口四塚で行われるようになり、京都の中心部から遠ざけられることとなった。他方、京都の外では、門前での梟首の慣行というものが中世武家社会には存在していた。具体例として、『男衾三郎絵詞』の詞書に「馬庭のつえになまくひ（生首）たやすな、切懸よ」という発言がみられ、『朝鮮中宗実録』に永正7年（1510年）4月三浦の乱に際して宗国親が釜山浦僉使・李友曾らを殺害し、その頸を門前に掛けたという記録がある。武家以外でもこの門前梟首は行われ、嵯峨で天竜寺の寺僧と争いになった地下人が天竜寺の塔頭に乱入し寺僧を殺害した上、釈迦堂（清涼寺）の門に梟首したという事件も起きている（『長興宿禰記』文明14年7月15日条）。
戦国時代、この門前梟首の慣行を織田信長・豊臣秀吉が京都に持ち込んだことで、京都中心部での梟首が復活することとなる。元亀2年（1571年）8月に松永久秀軍を破った織田信長は、敵兵の首240を足利義昭の二条御所の桜御馬場に並べ、群衆に披露している（『言継卿記』元亀2年8月7日条）。さらに信長は天正元年（1573年）に朝倉義景・浅井長政の首を獄門に懸け（『信長公記』『朝倉始末記』）、天正2年（1574年）9月30日に下間頼旦父子の首を獄門に懸けるよう命じ（実際に懸けられたかは不明）、天正4年（1576年）5月に雑賀孫一の首（ただし後に偽物と判明）を二条御所（既に義昭は退去していた）の堀の端で梟首している（『言継卿記』天正4年5月9日条）。さらに天正10年（1582年）にも武田勝頼らの首を「獄門」に懸けており（『言経卿記』天正10年3月22日条）、その場所は『晴豊公記』によれば「下五りやう」、すなわちかつて検非違使の獄所の所在地であった近衛西洞院に隣接する下御霊社の社地であり、二条御所の西隣であったことも指摘されている。
豊臣秀吉は天正18年（1590年）7月に、北条氏政・氏照兄弟の首を聚楽第の門前の橋で晒しものにしている（『兼見卿記』天正18年7月16日条）。徳川政権初期でも二条城の門前などで晒し首が行われた（『駿府記』慶長20年5月14日条など）ものの、やがて近世京都の処刑・梟首は再び周縁地・粟田口と西土手で行われるようになった。

### 近世

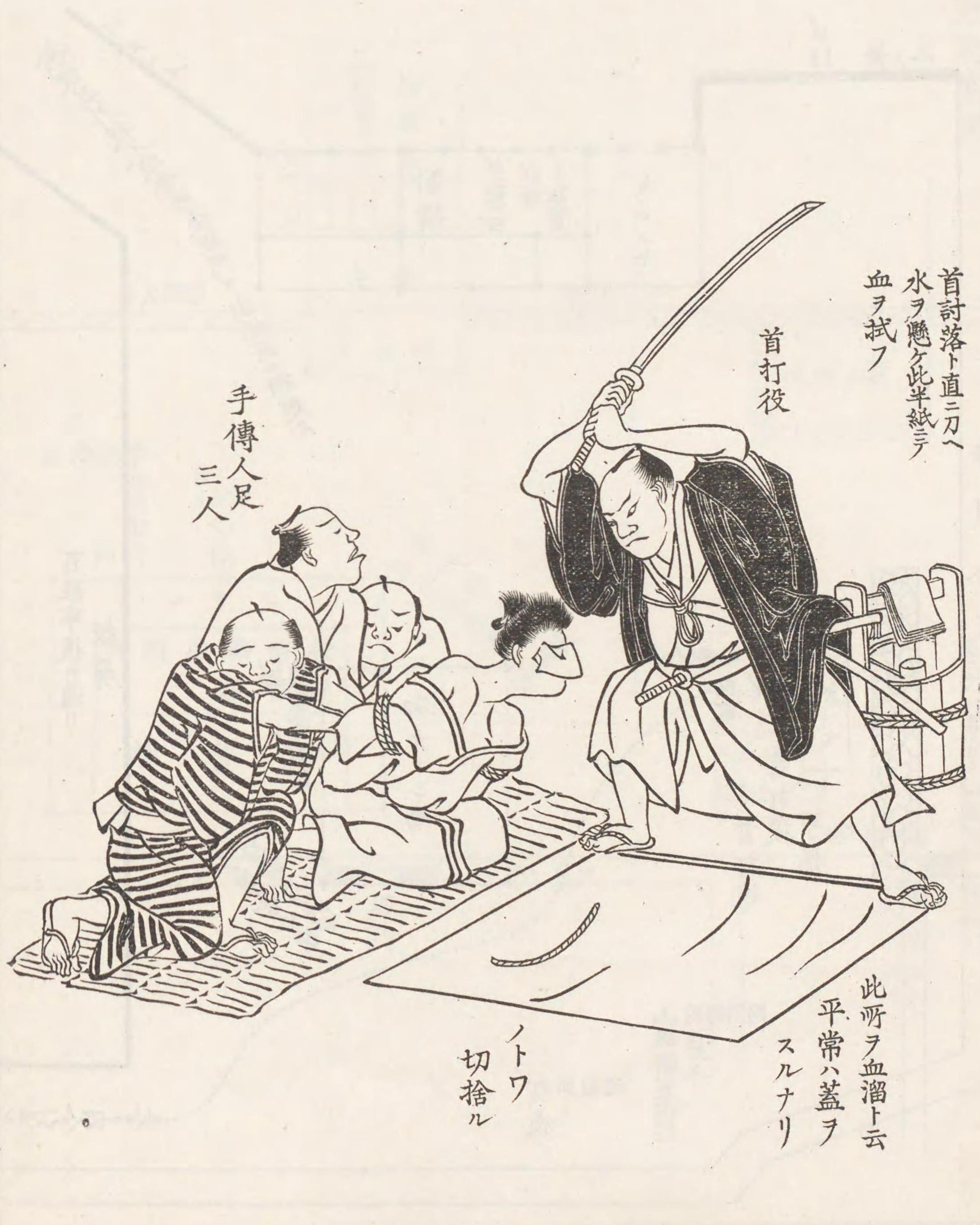
打ち首の執行。死罪の絵だが、獄門の斬首も同様に行われた（『古事類苑』）。

15世紀を最後に獄門での梟首は行われなくなるが、「獄門」という言葉はその後も生き残った。近世初期の『邦訳日葡辞書』では「獄門」の説明として「死刑に処せられた者の首を釘付けにしたり据え置いたりする所」とあり、もはや特定の場所を指す言葉ではなく、晒し首を行う場所として一般名詞化していた。
江戸時代には斬首の後晒し首とする刑罰として獄門が法定された。同じく庶民に科せられた斬首刑である死罪よりも晒し首を行う分重い刑罰で、罪状によっては引廻しが付加された。獄門には死罪同様闕所が付加刑として科され、胴体は試し斬りに供された。斬首は伝馬町牢屋敷で執行し、晒し首にする場所まで首を俵に入れて非人と検使の同心が行列を組んで運搬した。
徳川家康の入国以前は本町4丁目で梟首にしたといい、江戸時代前期には佃島や本所三ツ目横堀で獄門にした例があるものの、元禄年間ごろから鈴ヶ森と小塚原の刑場で晒し首とするようになったとみられる。もとは生国が西国の場合は鈴ヶ森、東国の場合は小塚原で獄門としたが、文化6年（1809年）以降は江戸居住の者については住所と犯行場所によって決めるようになった。
晒し場には獄門台（後述）を立て、その上に首を据える。獄門台の脇には非人番小屋、道具掛け、罪状を記した捨札を設置する。首は3日2晩晒され、その間非人が昼夜番をした。期間が明けると首は取り捨てられたが、捨札は30日間立てておいた。
獄門の刑罰を科される犯罪は、強盗殺人、主人の親類の殺害、地主や家主の殺害、偽の秤や枡の製造、毒薬の販売などであった。

### 近代

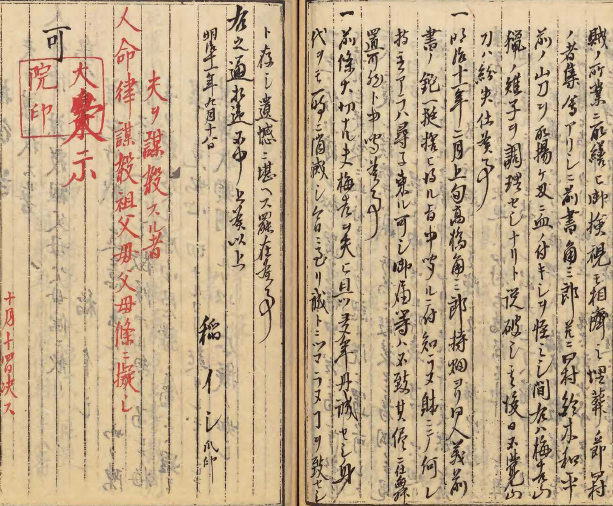
日本国内で最後に梟示（獄門）された女性の判決文の一部。
名前は稲イシ（当時48歳女性）で、罪状は、夫（梅吉）の不倫を疑い、このままでは自分を殺害し不倫相手と結ばれてしまうと思い込み、夫婦喧嘩をきっかけに、就寝中に13カ所の傷を負わせ刺殺したことである。この罪状により、1878年（明治11年）10月3日に梟示判決が下され、同月14日に執行された。執行の82日後に梟示が廃止されている。

明治に至っても初期には梟示（きょうじ）と名を改めて引き続き行われていた。1871年（明治4年）、明治政府を激しく批判していた旧・米沢藩士雲井龍雄や、1874年（明治7年）佐賀の乱の首謀者の一人である前・参議兼司法卿の江藤新平への処刑が有名である。また、江戸の刑法を元に作られた仮刑律で梟示の対象となる犯罪は、強盗殺人や強制性交殺人・身内関係者と雇い先の主人への殺人だけでなく、死傷を伴わない強盗や身内関係者や雇先の主人の母または妻への強制性交、雇先の主人に対する傷害、脱獄、金銭や政府公印の偽造と人の命を奪わない犯罪も引き続き対象となった。しかし、1870年（明治3年）12月に発布された「新律綱領」より、殺人のみと制限されるかたちとなり、1873年（明治6年）6月13日に制定された改定律例も引き続き殺人のみとなり、主に身内関係者の殺人に対して、適用された。
そして、1878年（明治11年）6月「梟示の刑を廃するの件」という議題のもと、元老院会議が開かれる。さらに、この会議を開くにあたり提出された意見書は河野敏鎌によるものであり、河野は前述の江藤新平に対し、当時内務卿であった大久保利通の意に沿うように私刑に近いかたちで裁判長として梟示の判決をした人物である。また河野はこの意見書を提出する以前に、死刑執行方法を絞首刑に限定するよう意見書を出している。この会議により梟示の廃止が認められ、1879年（明治12年）1月4日の明治12年太政官布告第1号により廃止された。廃止された背景には、欧米列強に対抗するために中央集権国家を形成していく過程で刑罰の公開刑を廃止する必要に迫られたこと、為政者・知識人の間で大量の鮮血を伴う斬首刑に対する嫌悪感と公開刑の一般予防効果に対する疑問が生じていたことである。
元老院会議が開かれてから、廃止に至るまでの間に、不倫を疑い、このままでは自分を殺害し不倫相手と結ばれてしまうと思い込み、さらには当時質屋を営んでいた稲夫婦の取り立て相手であり不倫相手と思い込んでいる女性の夫である小島竹蔵にそうであるかにように吹き込まれ、夫婦喧嘩をきっかけに就寝中の夫を鉈と包丁と山刀で13カ所の傷を負わせ殺害した稲イシが静岡市内で10月14日に執行され、静岡市内の安倍川河畔で斬首された首を晒され、日本国内で最後に梟首（獄門）された女囚となった。その4日後に、代言人（弁護士の前身）の免許を取得するために東京での勉学費用を得ようと刀を武装した状態で、この年の5月12日23時に他人の家に忍び寄り、忍び寄った家の夫婦と長女を殺害し、次女に傷害を負わせた罪で、林平次に対して梟首の判決が下されている。
なお、斬首刑自体は1882年（明治15年）1月1日に施行された旧・刑法により廃止されるまで残る。
梟首を伴わない斬首が最後に行われたのは、少なくとも当時の法に適法であった状態では、山田浅右衛門による執行の場合は、1881年（明治14年）7月27日に市ヶ谷監獄で強盗目的で一家4人を殺害した岩尾竹次郎、川口国蔵の2人の死刑執行である。また、府県史料で確認できるかぎり、日本法制史上最後の斬首刑(少なくとも当時の法に適法である)の判決が下されたのは、鳥取県で同年12月30日に下された徳田徹夫（罪状：徳田を含む6人組により1880年（明治13年）12月21日から翌年1月21日の約1か月の間に4件の侵入強盗を起こし、4件目の侵入強盗の際、家主の母を殺害）である。さらに、判決では除族（士族の身分を剥奪すること）も付加されている。
そして、事実であるか定かではないが、旧・刑法施行後の1886年（明治19年）12月に「青森の亭主殺し」事件の加害者である小山内スミと小野長之助の公開斬首刑が青森県弘前市の青森監獄前で行われたのが、最後であるともいわれている。このことが事実である場合、この2人の死刑執行は事実上の斬首刑の最後であるとともに、官憲による日本国内における一般刑法犯に対する最後の非合法（当時の旧・刑法では、非公開絞首刑のみ）の死刑執行かつ公開斬首刑であるといわざるを得なくなる。

## 「梟首」の由来
中国では、梟（ふくろう）は親鳥を殺して食べる鳥と信じられており、親不孝、不義の象徴とみられていた。そのため、梟を殺して、斬首し、木に吊るすという習俗があり、転じて、首を斬ること、首を晒すことを「梟首」と呼ぶようになった。また、「梟」という漢字も、「木に吊るされる鳥」を表している。

## 大路渡

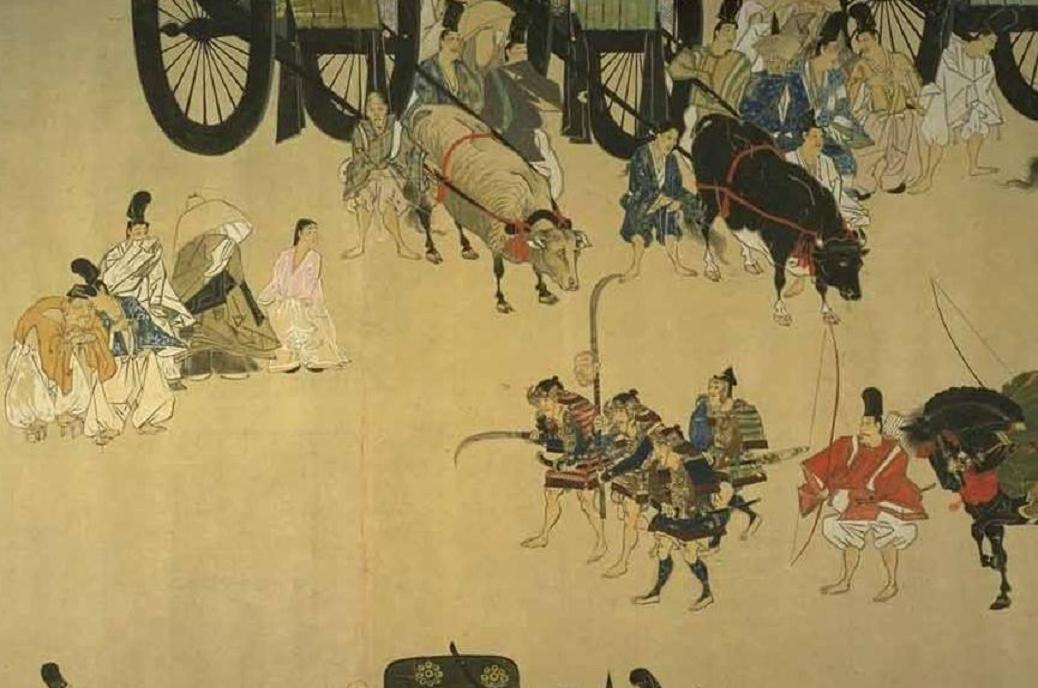
信西の首を掲げて洛中を練り歩く武士（『平治物語絵巻』）

大路渡（おおじわたし）は、獄門での梟首に先立ち、鴨川の河原で検非違使が罪人の首を受け取り、その首を検非違使が鉾につけて掲げて大路を行進し、獄所の前の木に首を懸けるという行為である。康平6年（1063年）に安倍貞任の首を検非違使・源頼俊が受け取り鉾に挿して西獄まで練り歩いたのを初例として、嘉吉元年（1441年）の赤松満祐の梟首まで12例が確認できる。
獄門における梟首は赤松満祐を最後に行われなくなるが、六条河原で斬首が行われる場合には、処刑の前に罪人を荷車に乗せて洛中を引き回すことも行われた。天正7年（1579年）12月16日に、荒木村重の妻子は2人ずつ車に乗せられ、一条から六条まで衆人環視の中を引き回された後、六条河原で処刑されている（『当代記』）。室町通りを一条から六条まで、2人ずつ車に乗せて進むというのが慣行だったようである（『看聞日記』永享6年7月18日条、『言継卿記』元亀2年正月28日条など）。

## 獄門台
首を晒す台を獄門台といい、高さ6尺（下部を土に埋めるので実際には4尺（1.2メートル））の台に五寸釘を二本下から打ち、ここに首を差し込んで周りを粘土で固める。夜は首が盗まれたり野犬の類が持っていかないよう桶を被せ、数名の非人が火を焚いて、不眠の番をした。獄門台の横には罪状を書いた捨札（すてふだ）が立てられた。

## 明治初期の梟首（獄門）執行数
| 年                 | 殺傷を伴う強盗 | 殺人（身内関係者以外） | 身内関係者による殺人 | 身内関係者による傷害致死 | 不倫相手による殺人 | 一家3人以上の殺人 | 合計 |
| ------------------ | -------------- | ---------------------- | -------------------- | ------------------------ | ------------------ | ----------------- | ---- |
| 1875年（明治8年）  | 1              | 3                      | 8                    | 1                        | 0                  | 0                 | 13   |
| 1876年（明治9年）  | 0              | 0                      | 5                    | 0                        | 1                  | 0                 | 6    |
| 1877年（明治10年） | 1              | 2                      | 7                    | 0                        | 0                  | 0                 | 10   |
| 1878年（明治11年） | 0              | 2                      | 8                    | 0                        | 0                  | 8                 | 18   |

注1：身内関係者に養子縁組により親子関係になったものを含む（1875年は不明。 1876年は3人 、1877年は2人、1878年は1人）。
注2：明治9年（1876年）8月24日に東京裁判所（現・東京地方裁判所）で、「姦に依り夫を毒殺す」により梟首判決が下された浅子お仲は、高橋お伝と同じ市ヶ谷監獄で明治12年（1879年）1月31日に共に斬首刑により執行されたため、明治9年（1876年）は、司法省第二年報から1名減らしている。
注3：明治12年（1878年）については、兄を殺害した男性2人が梟首判決前に死亡したため、司法省第四刑事年報の統計から2名減らしている。